# James Galante
James Galante, född 5 januari 1953, är en dömd brottsling som har kopplingar till familjen Genovese. Galante ägde det numera upplösta ishockeylaget Danbury Trashers, samt nedlagt racerbilsteam. Han var även VD för Automated Waste Disposal (AWD), ett företag som har avfallshanteringskontrakt med de flesta counties i Connecticut, samt Westchester och Putnam i New York.
1999 dömdes Galante till 12 månader och en dag i federalt fängelse efter att ha erkänt sig skyldig till skatteflykt. I juni 2008 erkände sig Galante skyldig till anklagelser om utpressning, bedrägerikonspirationer och bedrägeri av Internal Revenue Service, och riskerade mellan fem och sju års fängelse. Han tvingades också ge upp sina andelar i 25 olika soprelaterade företag, som uppskattades vara värda över 100 miljoner dollar. Han släpptes 2014 efter att ha suttit sju år i fängelse.